# Majanski brojevi
Pretkolumbijska Majanska civilizacija je koristila vigezimalni brojevni sistem (sa bazom 20).

## Civilizacija Maja
Civilizacija Maja najpoznatija od drevnih civilizacija, razvijala se na području koje se danas naziva Mezoamerika.
250. godine su dostigli vrhunac kada su obuhvatili teritoriju današnjeg Meksika, Gvatemale, severnog Belize i zapadnog Hondurasa.
900. godine su propali, a razlog je i dan danas nepoznat, Maje sa juga su napustile svoje gradove.

## Brojevi
Brojevi od 1 do 4 su se prikazivali sa odredjenim brojem tačaka, broj 5 je perdstavljen crticom. Nula je bila prikazana školjkom. Veći brojevi su se dobijali slaganjem manjih. Brojevi veći od 19 predstavljeni su vertikalno na gore pomoću stepena broja 20. Tačka u sredini je predstavljala 20,tačka iznad 400.